# Жогарги-Аксуський сільський округ
Жогарги́-Аксу́ський сільський округ (каз. Жоғарғы Ақсу ауылдық округі, рос. Жогаргы-Аксуский сельский округ) — адміністративна одиниця у складі Толебійського району Туркестанської області Казахстану. Адміністративний центр — село Мадані.
Населення — 2077 осіб (2021; 2305 у 2009, 2950 у 1999, 2123 у 1989).
Станом на 1989 рік існувала Верхньоаксуська сільська рада (села Мадані, Підгорне), з 1993 року — Верхньоаксуський сільський округ.

## Склад
До складу округу входять такі населені пункти:
| Населений пункт | Колишні назви | Населення, осіб (1989) | Населення, осіб (1999) | Населення, осіб (2009) | Населення, осіб (2021) |
| --------------- | ------------- | ---------------------- | ---------------------- | ---------------------- | ---------------------- |
| Мадані, село    | -             | 1224                   | 1370                   | 1294                   | 1236                   |
| Саркирама, село | Підгорне      | 899                    | 1580                   | 1011                   | 841                    |